# Lac Little Bear (comté de Shasta)
Pour les articles homonymes, voir Lac Little Bear.
Le lac Little Bear (en anglais : Little Bear Lake) est un lac américain dans le comté de Shasta, en Californie. Il est situé à 2 070 mètres d'altitude au sein de la Lassen Volcanic Wilderness, dans le parc national volcanique de Lassen.